# Parada de Monteiros
Parada de Monteiros ist ein Ort und eine ehemalige Gemeinde (Freguesia) im portugiesischen Kreis (Concelho) von Vila Pouca de Aguiar. In ihr leben 72 Einwohner (Stand 30. Juni 2011). 
Im Zuge der Gebietsreform vom 29. September 2013 wurde Parada de Monteiros mit der Gemeinde  Pensalvos zur Gemeinde União das Freguesias de Pensalvos e Parada de Monteiros zusammengelegt. Pensalvos wurde Sitz der neuen Verwaltung.

## Verwaltung
Parada de Monteiros war Sitz einer gleichnamigen Gemeinde (Freguesia). In der Gemeinde lagen folgende Ortschaften:
- Parada de Monteiros
- Pielas